# Umlaufgitter

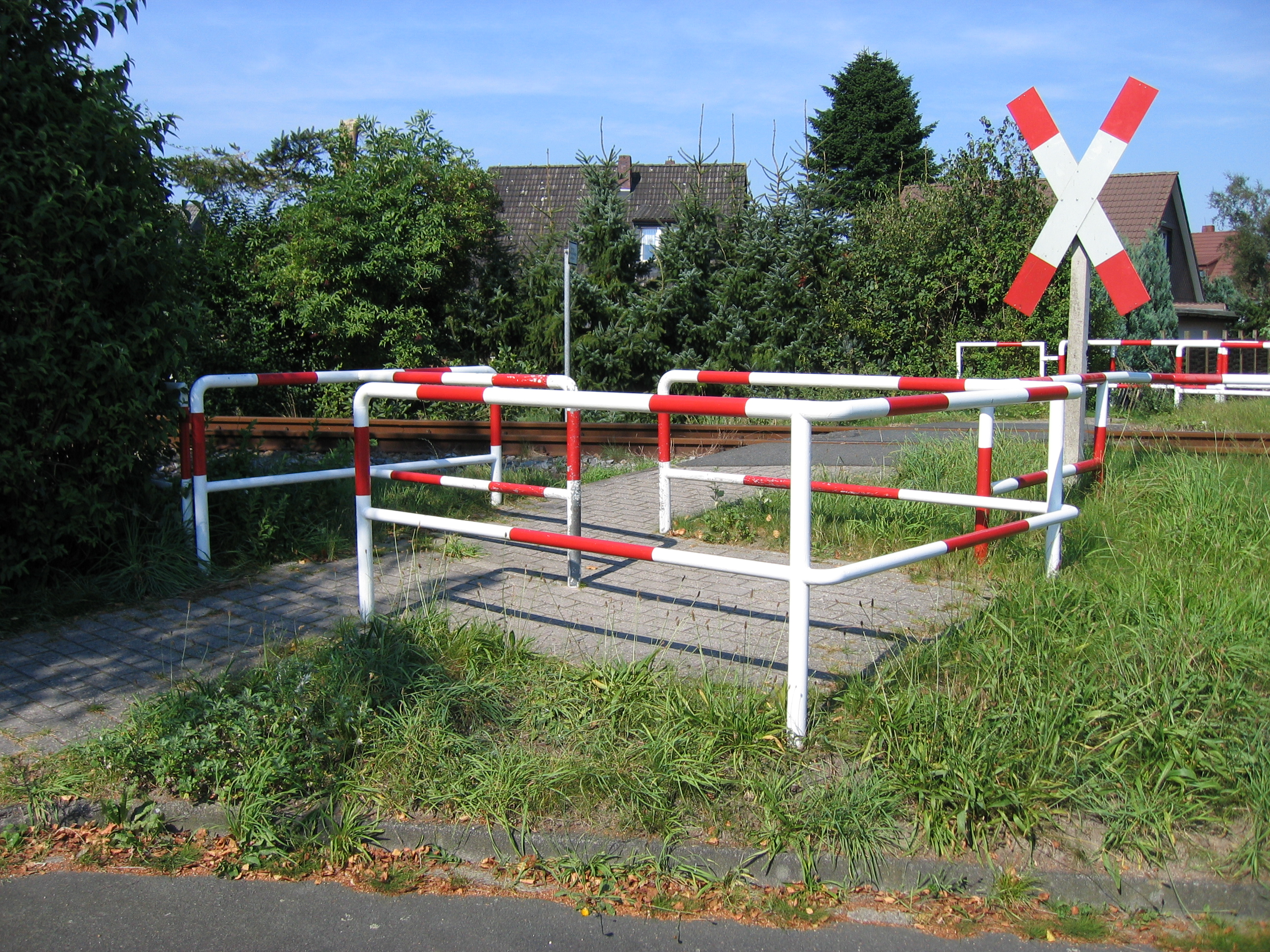
Umlaufgitter an einem Bahnübergang

Ein Umlaufgitter oder eine Umlaufsperre, nach DIN 18040-3 Umlaufschranke(n) (umgangssprachlich Drängelgitter) ist eine Anordnung von Gittern, die am Ende eines Weges oder auf einem Weg als Barriere wirken. Um dem Weg zu folgen, müssen die Gitter in Form einer Schlangenlinie oder Z-förmig umlaufen oder umfahren werden. Es gibt unterschiedliche Anordnungen, beispielsweise als Durchlass in einem Gitter, vor dem ein zweites Gitter als Sperre steht, oder als zwei ineinanderkämmende U-förmige Teile.

## Zweck
Umlaufgitter dienen in der Regel zwei unterschiedlichen Zwecken. Einerseits bremsen sie Fußgänger und Radfahrer aus, beispielsweise an Ausgängen von Schulen und Kindergärten, damit Kinder nicht auf die Fahrbahn stürmen, oder an Radwegen, die Hauptstraßen kreuzen. Sie dürfen aber „nur an Querungsstellen mit schlechten Sichtverhältnissen oder stärkerem Kfz-Verkehr (Sammelstraßen und Hauptverkehrsstraßen)“ eingesetzt werden. Andererseits werden Umlaufgitter an Bahnübergängen für Fußgänger und Radfahrer eingesetzt.
Umlaufsperren können mit einem Lichtsignal oder Andreaskreuz kombiniert werden. Im Gegensatz zum beschrankten Bahnübergang gibt es keine vorgesehene Wartezeit, der Passierende ist lediglich, durch Verlangsamung und Blickwendung im Umlauf weiter induziert, zur Vorsicht aufgerufen. Das geradlinige, mitunter gedankenlose, schnelle Queren der Gefahrenstelle soll so verhindert werden, auf die Gefahr wird aufmerksam gemacht, ohne den Fußgänger real zu behindern. Im Gegensatz zur Über- oder Unterführung handelt es sich um einen höhengleichen Bahnübergang. An manchen Bahnübergängen sind Tonsignale üblich.
Insbesondere bei Kreuzungen mit zweigleisigen Straßenbahnstrecken sind Umlaufsperren so angeordnet, dass ein Fußgänger vor Verlassen der Sperre entgegen der Regelfahrtrichtung des näheren Gleises schaut, und die Gleise danach leicht diagonal queren muss, wobei er entgegen dem anderen Gleis schaut.

## Kritik

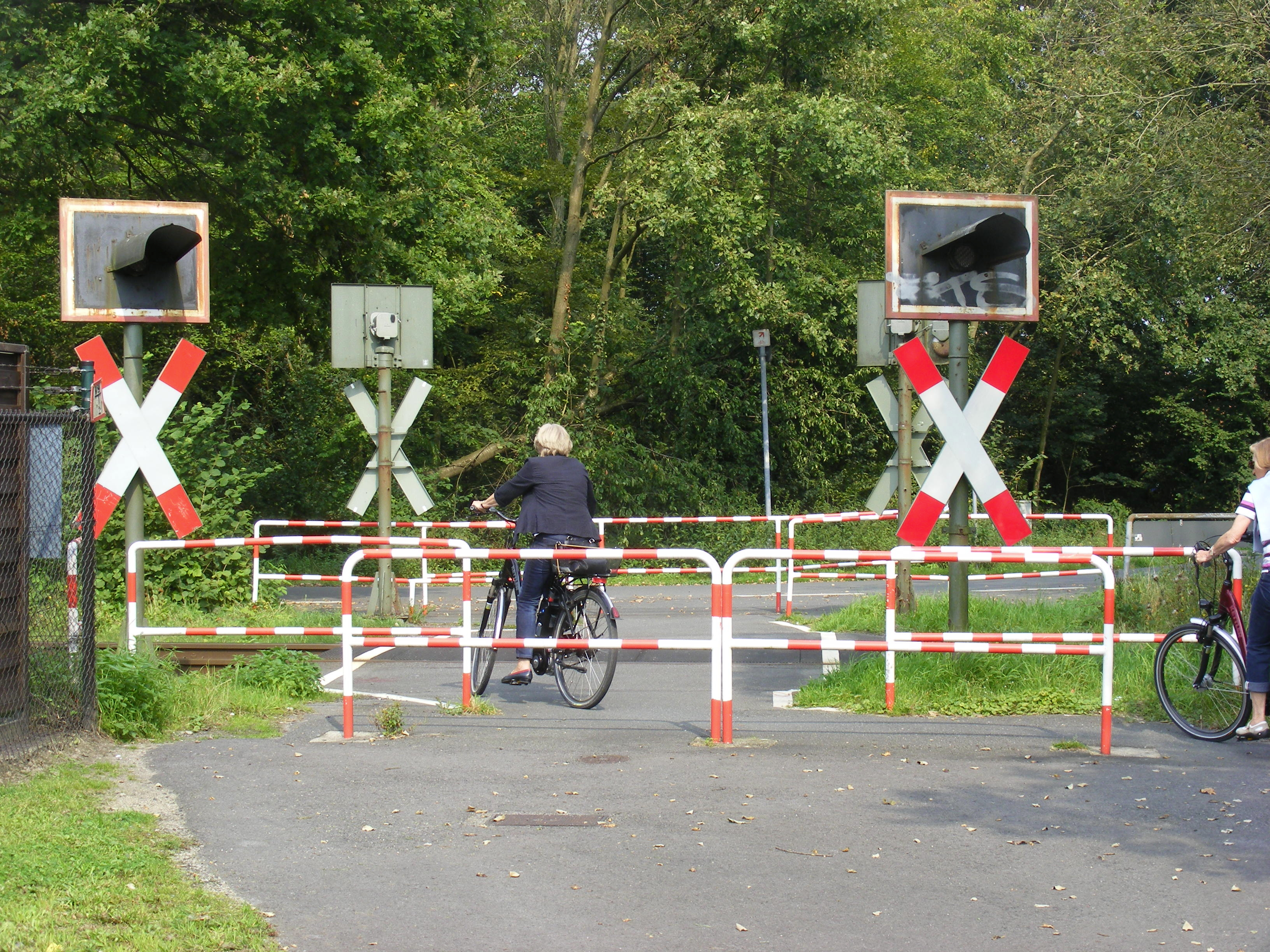
Bahnübergang in Münster-Mecklenbeck: Wer sich zum Gleis „durchschlängelt“, kann nicht mehr das rote Blinklicht erkennen, wenn ein Zug naht.

In der Praxis haben Umlaufgitter immer unerwünschte Nebenwirkungen. Oftmals sind sie nicht oder nur unter Schwierigkeiten von Rollstuhlfahrern, Fahrern von Elektromobilen für Mobilitätseingeschränkte, Kinderwagen, Fahrrädern mit Anhänger (vor allem auch größeren Radanhängern wie Fahrradwohnwagen), Lastenrädern und Tandems passierbar.
Auch mit normalem Rad, Korb oder breitem Lenker ist die Querung oft schwierig. Die Querung erfordert oder erzwingt in vielen zu eng stehenden Gitter das Absteigen. Selbst zu Fuß mit geschobenem Rad ist eine Nutzung aufgrund der zur Verfügung stehenden Breite und Kurvenradien umständlich und bisweilen schwierig.
An häufiger befahrenen, schlecht konstruierten Umlaufsperren bildet sich so bei Gelegenheit zuweilen ein Ausweichverkehr, der einen Trampelpfad erzeugt oder wo die danebenliegende Fahrbahn genutzt wird.
Die Konzentration auf das Durchfahren einer Umlaufsperre mit dem Fahrrad kann dazu führen, dass Radfahrer nicht ausreichend auf eine zu querende Fahrbahn oder Bahnlinie achten oder achten können.
Radfahrer oder Personen mit langen Gepäckstücken können durch den engen Kurvenaußenradius auch beim Verlassen des Gefahrenbereiches diesen teilweise nicht entsprechend der eingeplanten Zeit räumen. Zwar sehen sowohl die Empfehlungen für Radverkehrsanlagen (ERA, unter 11.1.10) als auch die Empfehlungen für Fußgängerverkehrsanlagen (EFA, unter 4.1.2 für Rollstuhlfahrer) einen Mindestabstand zwischen Umlaufsperre und zu querender Straße bzw. Gleisanlage von 3 m vor, der jedoch wie auch andere der Vorgaben nicht immer eingehalten wird. Außerdem ist der Abstand für längere Fahrräder und Fahrräder mit Anhänger nicht ausreichend und verhindert teilweise, dass Fußgänger die Bahnstrecke schon von vor der Umlaufsperre aus überblicken können. ERA und EFA skizzieren zudem die Umlaufsperren nur für den Fall separater Wege, die auf den zu querenden Verkehrsweg treffen. Die Empfehlungen für Anlagen des öffentlichen Personennahverkehrs (EAÖ, unter 7.1), die Umlaufsperren zwischen Fahrbahnen und (Straßen-)Bahnstrecke skizzieren, sehen nach wie vor auch in der neuesten Fassung von 2013 keine solchen Mindestabstände zu Fahrbahn oder Bahn vor. Im Text wird aber gefordert: „Die EFA, die RiLSA sowie die H BVA sind zu beachten.“ (H BVA = Hinweise für barrierefreie Verkehrsanlagen).
Schlecht sichtbare oder unzureichend farblich gekennzeichnete Sperren können von Ortsfremden bei nächtlicher oder zu schneller Fahrt übersehen werden, was zu einer Kollision mit Fahrradunfall führen kann. Auch bereits das Hängenbleiben / Verharken mit einem Fahrradteil an einer Umlaufsperre bei Helligkeit kann zu schweren Alleinunfällen führen.

## Verwandte Anordnungen

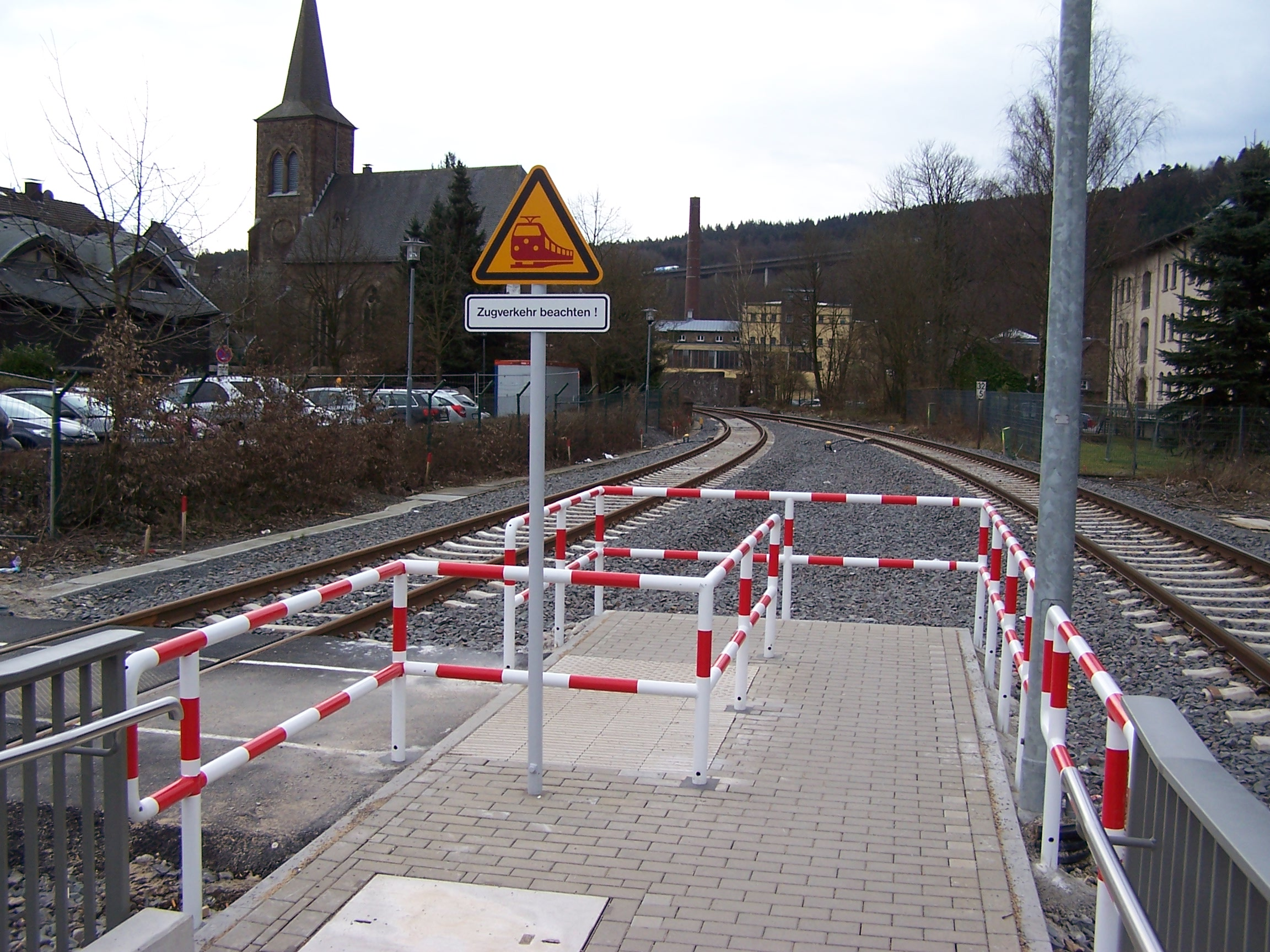
Umlaufgitter am Bahnhof Engelskirchen, welches nicht den Vorgaben der ERA/EFA entspricht.

Die weitläufigen Anordnungen von Absperrungen aus Geländern oder Absperrgurten, die an Abfertigungsschaltern, großen ortsfesten Fahrgeschäften etc. die Warteschlangen kanalisieren, gehören im weitesten Sinne ebenso zu den Umlaufgittern wie die Wellenbrecher in großen Veranstaltungsräumen.
Viehgitter und Zauntritte sind manchmal ähnlich, als Durchschlupf, als starres oder bewegliches Kissing Gate, konstruiert. Hier können Wanderer passieren, während etwa Milchvieh im Gelände, auf der Wiese oder Weide verbleibt.
In Großlaboren und in der Filmfabrikation dienen bzw. dienten ähnliche Umläufe bisweilen dem Zugang zum Dunkel- oder Dunkelkammerbereich, Licht wird durch dieses U-förmige Gangstück, einer schwarz gestrichenen Lichtfalle, ausgesperrt.
Insbesondere in öffentlichen oder stark frequentierten Gebäuden können türlose Durchgänge durch entsprechende Gestaltung baulich beruhigt, lärmgedämmt werden. Lüftungsanlagen sind manchmal analog ausgelegt.
Im militärischen Bereich dienten abgewinkelte Zugänge zu Kasematten oder Bunkern dem Geschoss- oder Splitterfang. Der Raum vor Stadt- oder Burgtoren bzw. der Raum zwischen den inneren und äußeren Toren von Mauer oder Wallanlagen ist zur Verteidigung häufig als Umlauf ausgebildet. Ähnliche Gestaltungsmerkmale und Gründe finden sich manchmal bei den durch Grabenwehr oder Türmen unterteilten Wällen, Festungsgraben und Burgmauern und bei den in kurze Abschnitte unterteilten Schützengräben des Ersten Weltkriegs.

## Mindestbreiten

### Mindestbreiten allgemein in der deutschen Verkehrsplanung

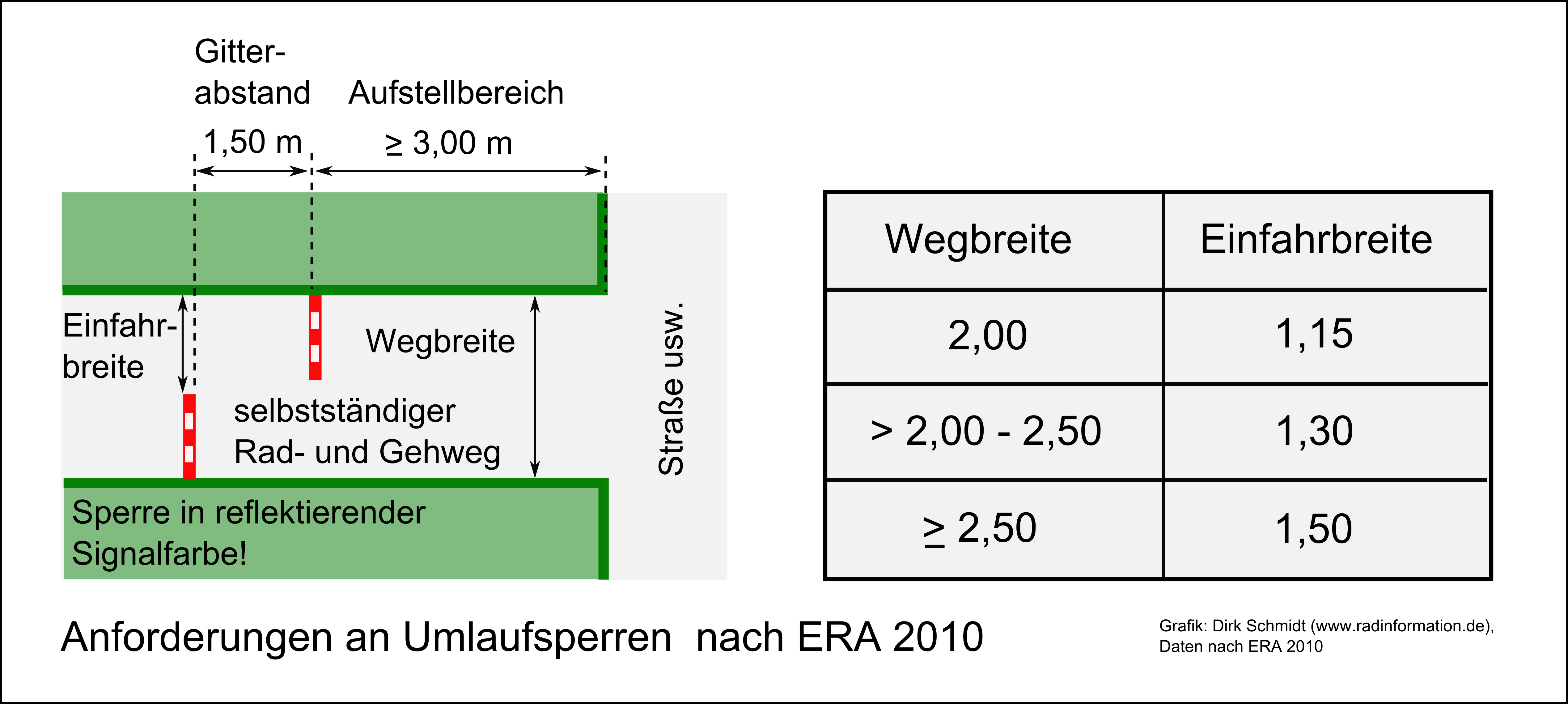
Anforderungen an Umlaufsperren nach ERA 2010 an selbstständigen Geh- und Radwegen. Die angegebenen Einfahrbreiten sind Mindestbreiten, die so bemessen werden müssen, dass keine Überlappungen entstehen.

Soweit Umlaufgitter aus Gründen der Verkehrssicherheit eingesetzt werden müssen, sehen die DIN 18040-3, die Empfehlungen für Fußgängerverkehrsanlagen und die Empfehlungen für Radverkehrsanlagen Mindestbreiten vor, damit die Umlaufsperren passierbar sind. Insbesondere soll ein „bequemes und sicheres Durchfahren mit Rollstühlen […] oder einem Fahrradanhänger ohne Rangieren möglich sein“. Der Mindestabstand der Umlaufgitter voneinander muss mindestens 1,50 Meter betragen, Überlappungen der Gitter dürfen nicht auftreten. Die Mindestbreiten der Ein- und Ausgänge sind in ERA bzw. EFA und DIN 18040-3 unterschiedlich definiert. In ERA und EFA sind die in der nebenstehenden Tabelle angegebenen Mindestbreiten in Abhängigkeit von der Breite des Weges angegeben. In DIN 18040-3 ist in einer Abbildung zwar eine Breite von 90 Zentimetern als Mindestmaß eingetragen. Die geforderte Breite der Ein- und Ausgänge ergibt sich jedoch in Zusammenhang mit dem ebenfalls zu erfüllenden Mindestmaß einer Bewegungsfläche von 150 × 150 cm für den notwendigen Richtungswechsel in der Umlaufsperre.
Sowohl ERA 2010 und EFA 2002 schreiben einen Mindestabstand zum zu querenden Verkehrsweg von 3,0 m vor, damit sich laut EFA Rollstuhlfahrer „nach dem Durchfahren der Schranke ganz auf den Querungsvorgang […] konzentrieren“ können beziehungsweise laut ERA vermieden wird, „dass Radfahrer erst auf dem zu querenden Verkehrsweg zu stehen kommen.“

### Mindestbreiten an deutschen Bahnquerungen
Die „Fachtechnische Stellungnahme TM2012-238 Umlaufsperren an BÜ für Fußgänger und Radfahrer“ der DB Netze AG legt im Detail fest, wie im Deutschen Schienennetz Umlaufsperren an Bahnübergängen für den Rad- und Fußverkehr auszuführen sind.
Im Dokument finden sich entsprechende Skizzen: Die Einfahrbreite und der Gitterabstand sollen dabei jeweils 1,5 m betragen. Es sind im Dokument eine Doppelumlaufsperre sowie eine einseitige Umlaufsperre als Grafik skizziert. Einsatzgrenzen sind lauf Papier 120 km/h Geschwindigkeit bei eingleisigen Strecken und 80 km/h bei zweigleisigen Strecken. Die Sperren sind laut Fachpapier angeblich für „Fußgänger einschließlich Fahrrad“ für bis zu 3 m Länge ausgelegt.
Ältere Umlaufsperren an Bahnlinien besitzen oftmals noch bedeutend engere Maße. Diese älteren, engeren Sperren sollen laut Fachpapier bei Neu- und Umbauten an die neuen erweiterten Maße angepasst werden.

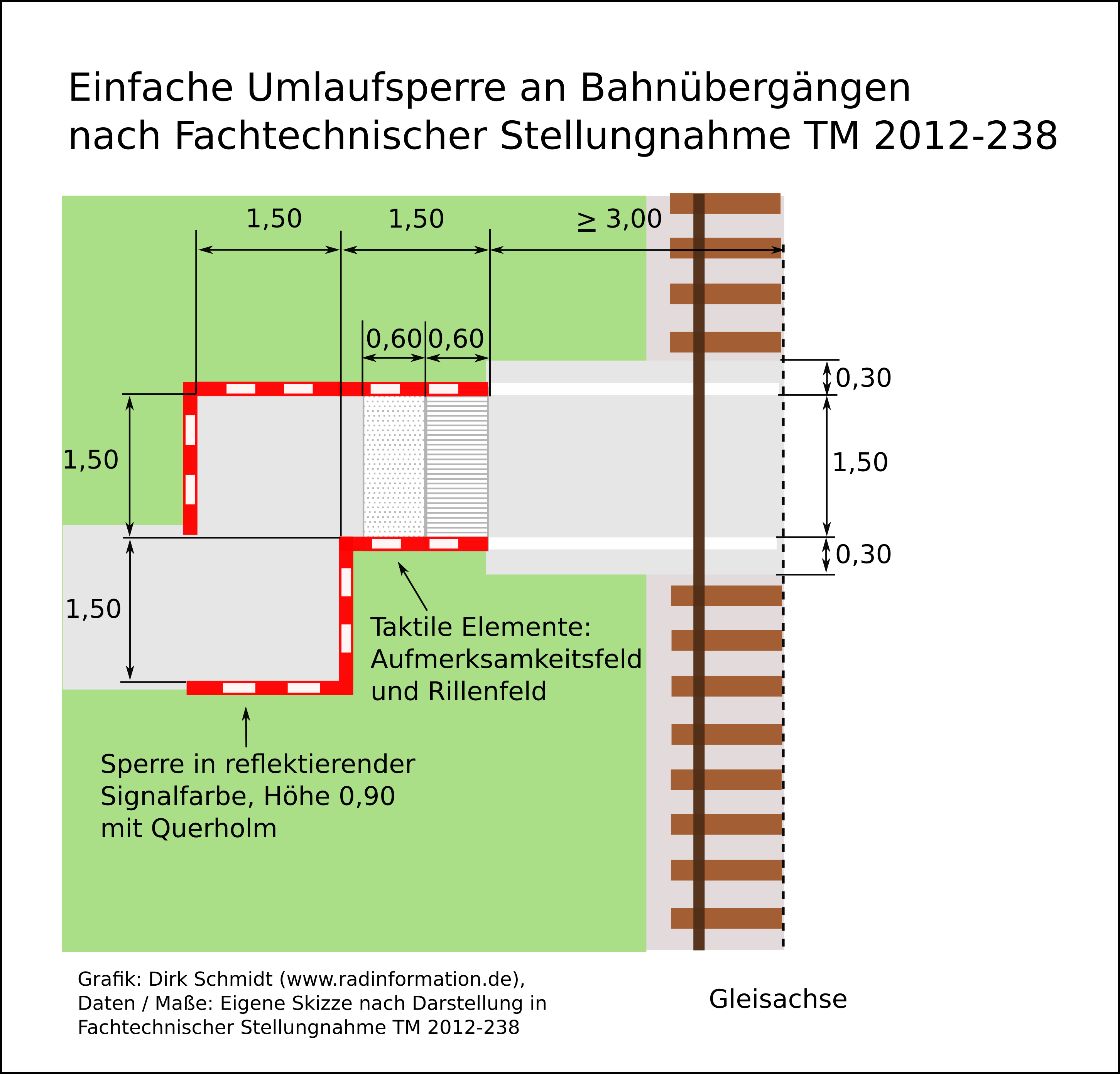
Einfache Umlaufsperre nachTM2012-238
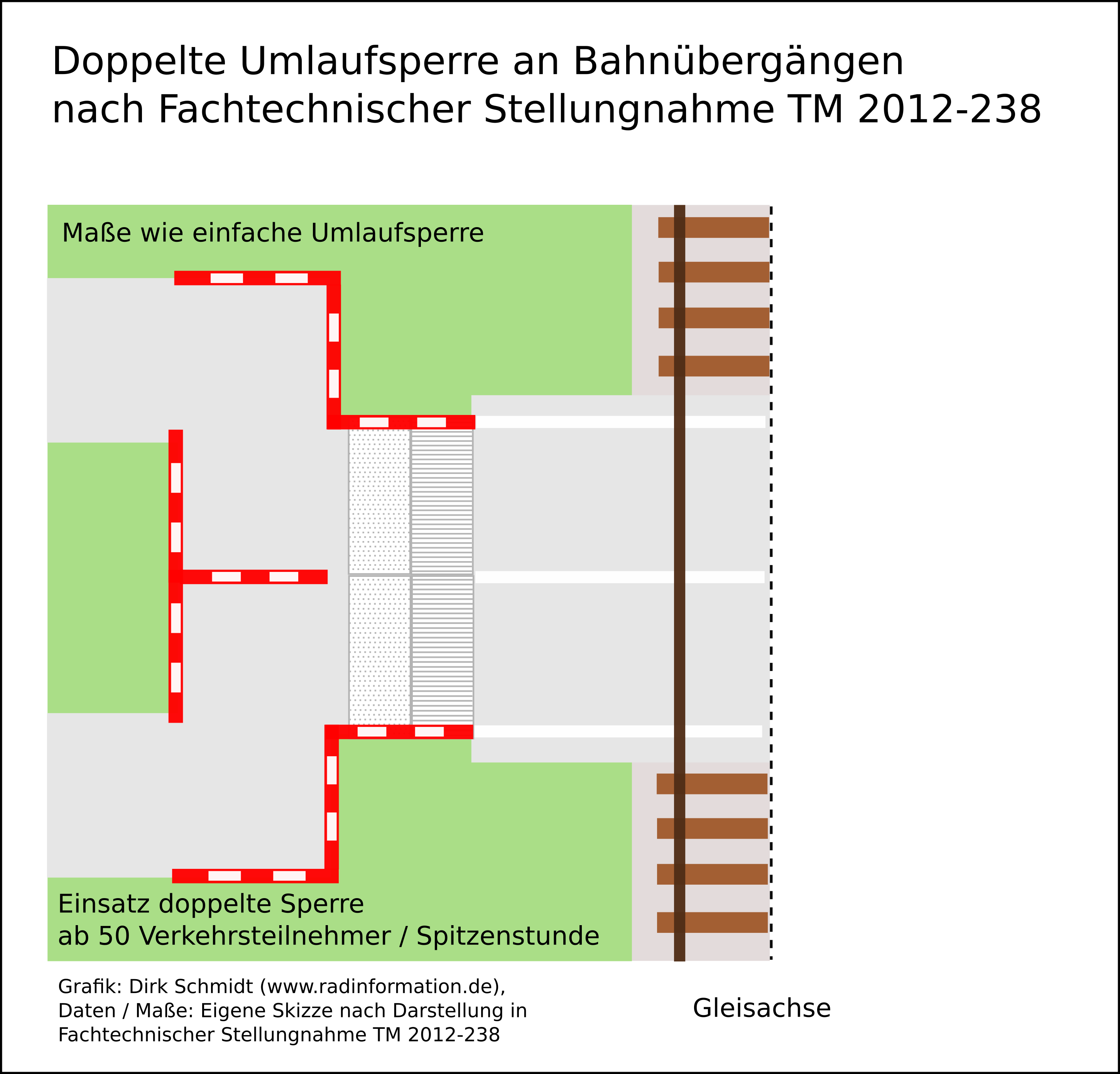
Doppelte Umlaufsperre nachTM2012-238: Bemaßung entsprechend einfacher Umlaufsperre

## Alternativen
Je nach Art des zur querenden Verkehrsweges bestehen alternative Möglichkeiten Querungen für den Fuß- und Radverkehr abzusichern.

### Mittelinsel mit Rüttelfläche
Hierbei wird in den untergeordneten Rad- und Gehweg vor der Straßenquerung eine Mittelpflasterung eingefügt. Diese Mittelpflasterung besitzt als „Rüttelfläche“ meist ein gröberes Natursteinpflaster. Befährt unachtsamer Radverkehr diese Rüttelfläche so wird seine Aufmerksamkeit durch die grobe Oberfläche auf die Querung gelenkt. Die Länge der etwa 1,5 m breiten Pflasterinsel ist mit rund 15 m so bemessen, dass der Radverkehr beim Bremsen noch sicher vor der Querung zum Stehen kommt.

### Abgesicherte Pfostensperre
Ist beispielsweise aufgrund von Kfz-Schleichverkehr die Absperrung eines Bahnradwegs notwendig, so können hier abgesicherte Pfostensperren zum Einsatz kommen. Dabei sind nach ERA 2010 retroreflektierende Pfosten erforderlich. Alleinstehende Pfosten außerorts, die nicht gleichzeitig Standort eines Verkehrszeichens sind, sind in eine beidseitig je 10 m lange weiße Keilmarkierung einzubinden. Die Durchfahrtsbreite sollte mindestens 1,3 m betragen (besser 1,5 m bis 1,6 m). Vor der Querung sind ferner in 50 m bis 100 m entsprechende Warnhinweise sinnvoll.

### Bahnübergang für Fuß- und Radverkehr mit eigener Schranke
Separate Bahnübergange für den Fuß- und Radverkehr mit eigener Schranke haben in Deutschland Seltenheitswert. Sie werden allerdings zum Teil realisiert. An solchen Übergängen können in der Regel alle Arten von Fahrräder barrierefrei passieren. Das gilt insbesondere auch für mehrspurige Fahrräder von mobilitätseingeschränkten Personen.

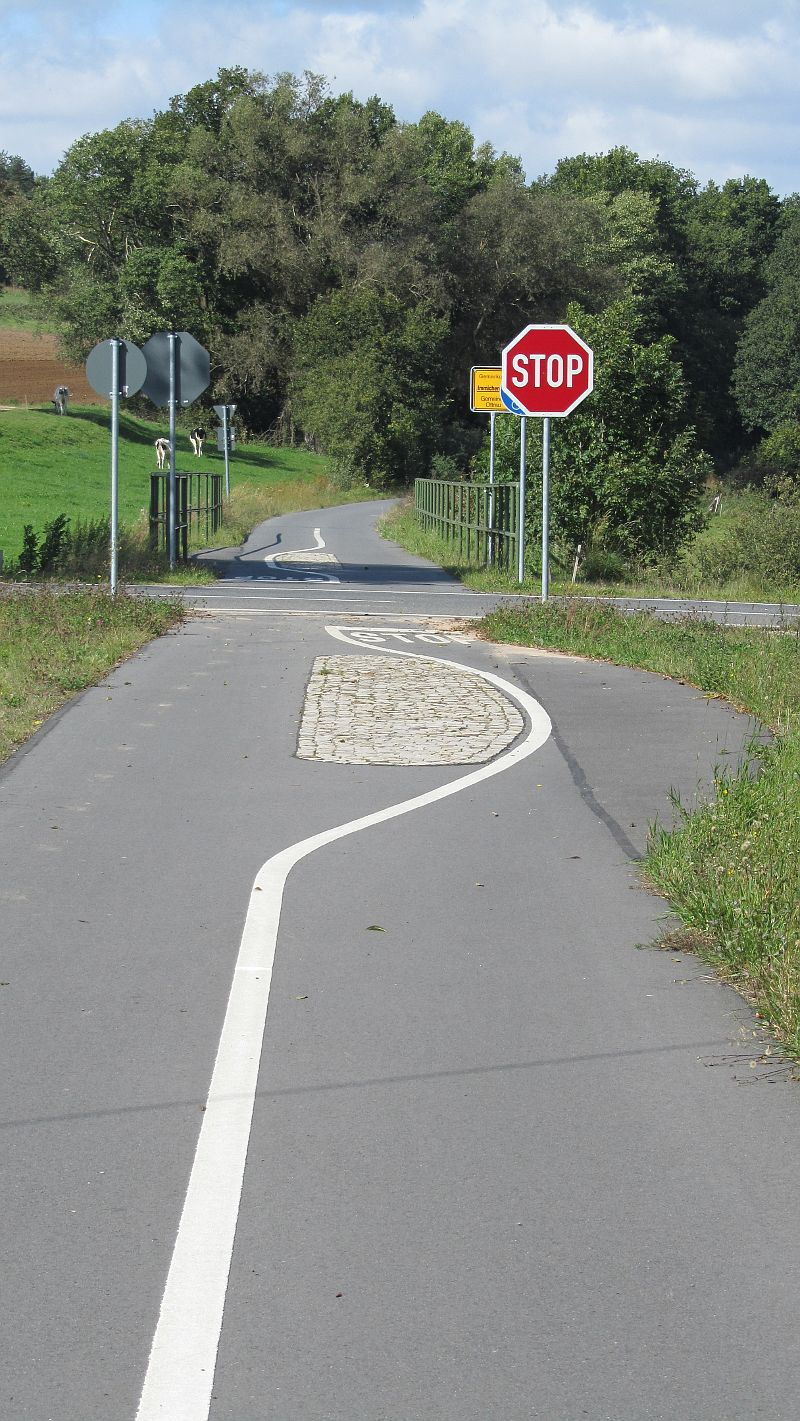
Rüttelinsel statt Umlaufsperre zur Absicherung Straßenquerung außerorts an einem Bahnradweg.
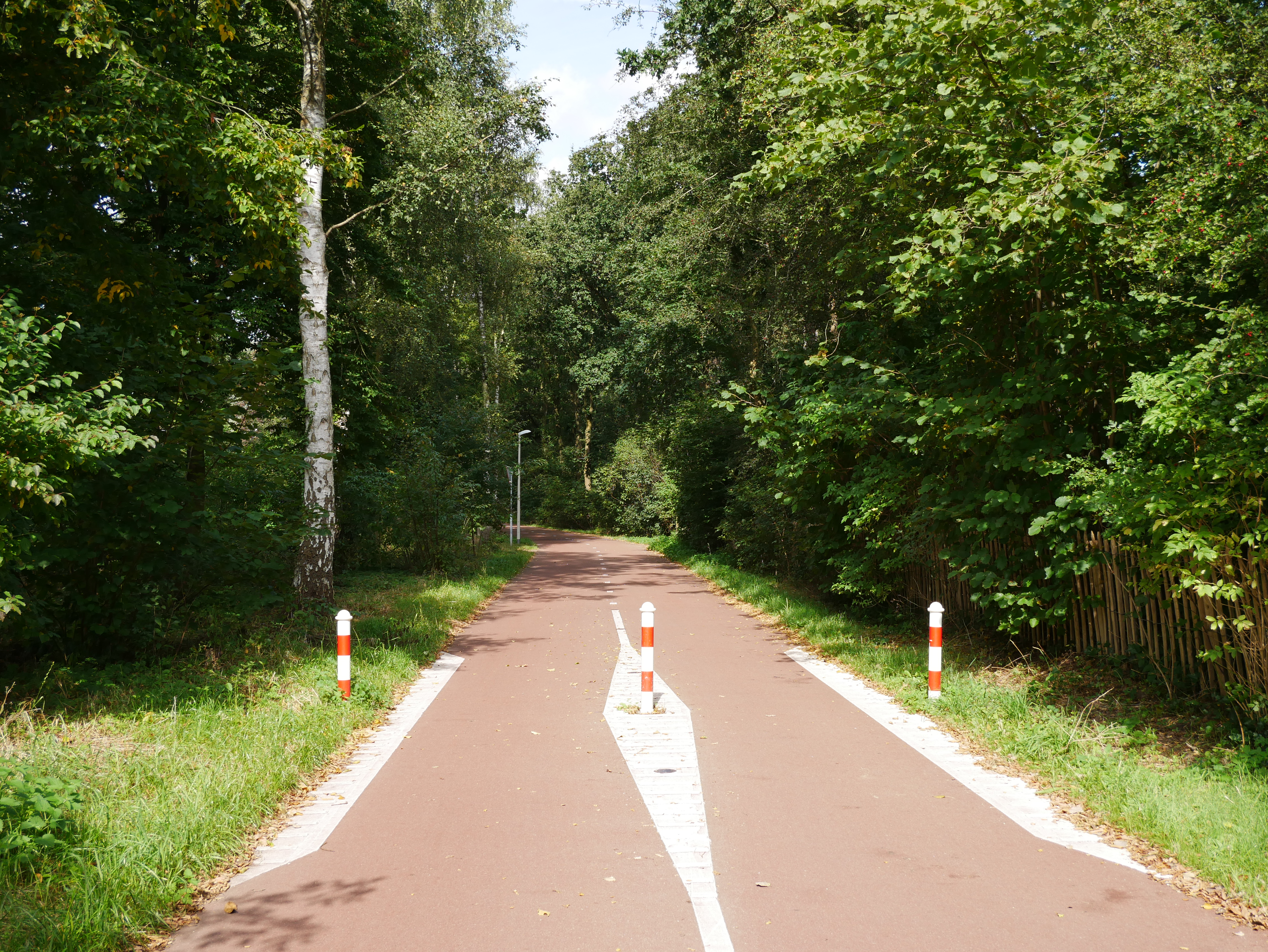
Sichere Pfostensperre außerorts in den Niederlanden. Die weiße Mittelmarkierung besitzt weiße Querbalken als Rüttelmarkierung
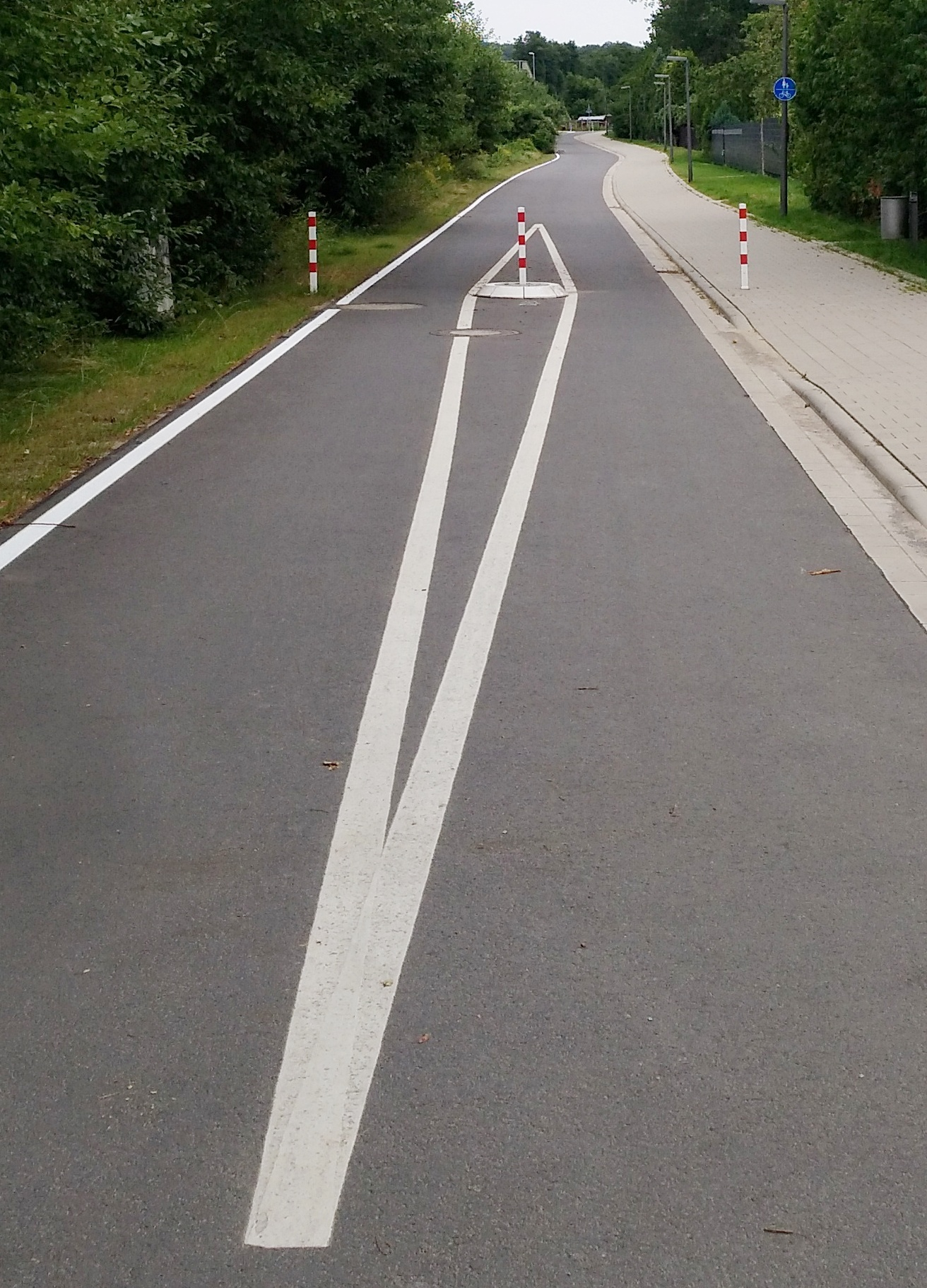
Verkehrsssichere Pfostensperre mit retroreflektierenden Pfosten, lange beidseitige Keilmarkierung am Mittelpfosten und je einem Durchlass pro Fahrtrichtung auf dem Radschnellweg Belm–Osnabrück. Die Sperre ist auch mit Kinderanhänger und Fahrradwohnwagen problemlos passierbar.
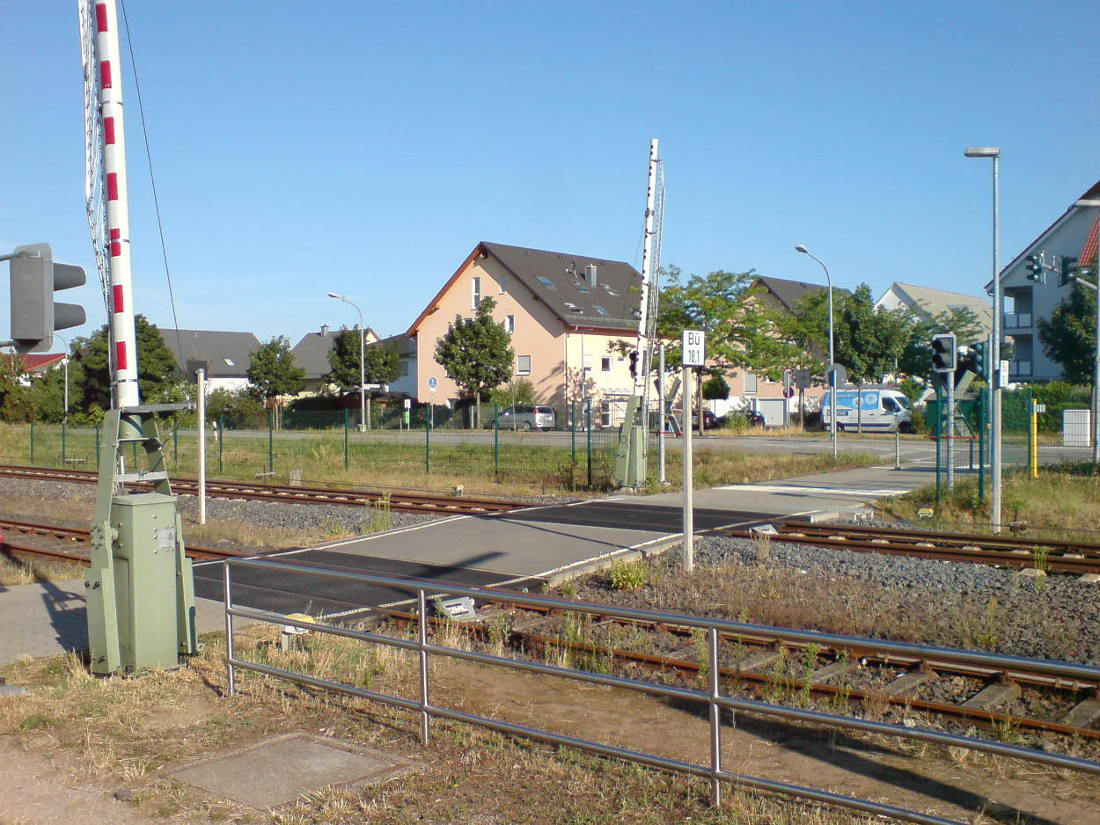
Bahnübergang mit Schranken für den Fuß- und Radverkehr, Standort: Lorsch Bahnhof